# Xun Zi

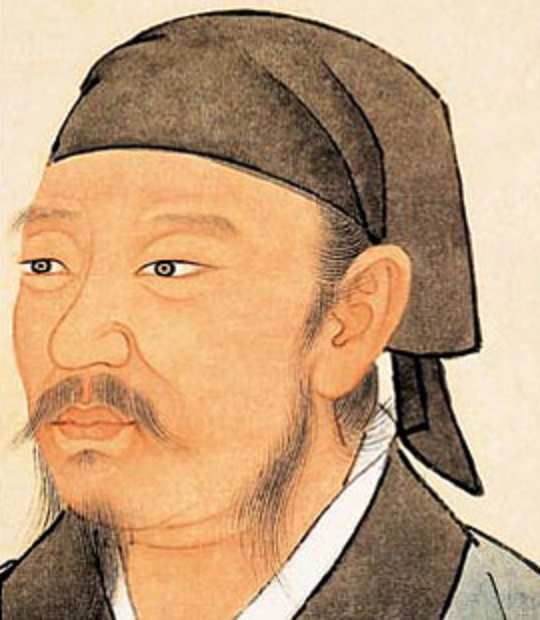

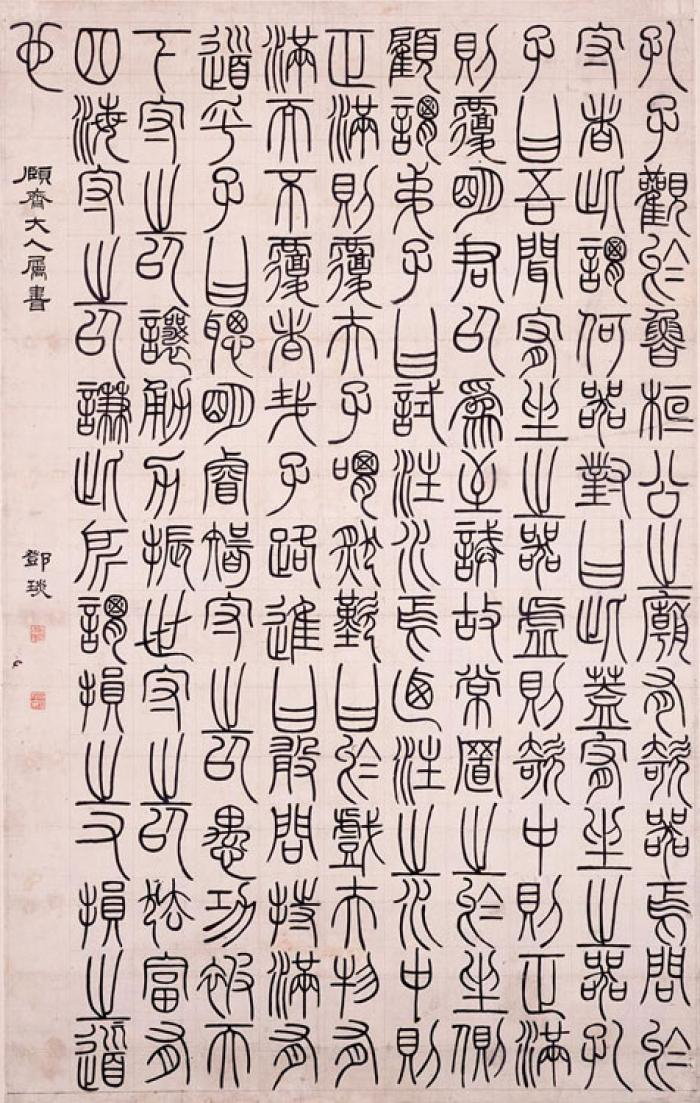
Ett avsnitt (宥坐, Yòu zùo) ur Xun Zis skrifter, avskrivet i insegelskrift (篆書) på 1700-talet av kalligrafen Dèng Shírú (鄧石如).

Xun Zi (荀子, pinyin: Xún Zǐ, Wade-Giles: Hsün Tzu), Mästaren Xun född ca 313 f.Kr., död ca 238 f.Kr., var en kinesisk konfuciansk filosof.
Xun levde under De stridande staternas period. Utmärkande för Xun Zi som konfuciansk filosof var att han menade att människans natur var ond, till skillnad från många andra, inte minst konfucianska, kontemporära kinesiska filosofer. 
På grund av att hon var ond behövde hon ha regler att följa för att inte begå dåliga handlingar. Xun Zi systematiserade Konfucius idéer, och satte upp ett system innehållande metafysik, språkfilosofi, etik och politiska idéer. Han menade också att ritualer var viktiga för att människan skulle göra gott.
Xun Zis syn på människans natur som ond stod i strid med konfucianen Mencius idéer, som grundade sig på att människans natur istället var god, och att hon blev ond i de fall då den goda potentialen hos människan inte fick fullgoda förutsättningar för att kunna spira. Efterhand kom Mencius perspektiv att bli det dominerande inom konfucianismen.

## Biografi

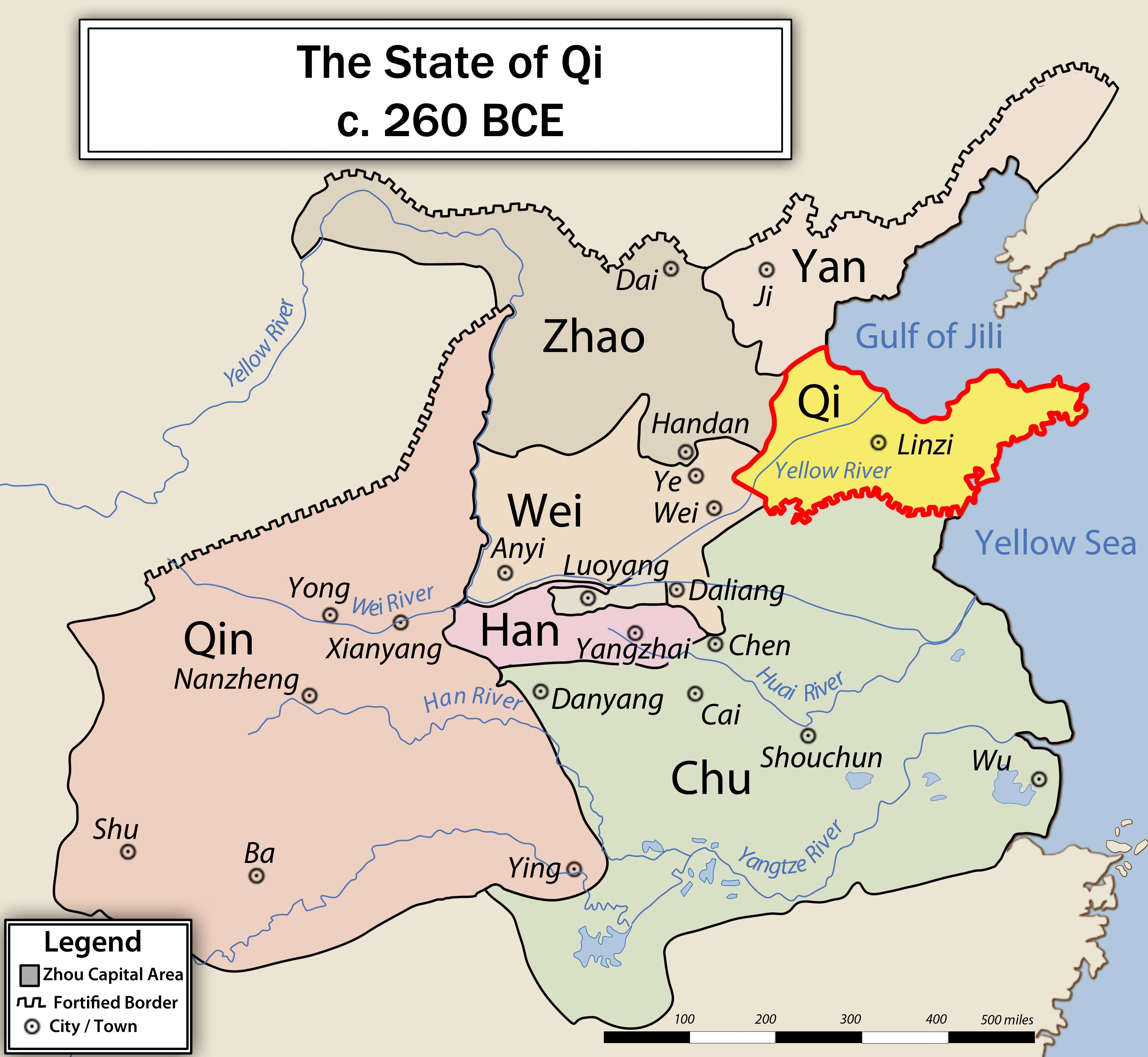
De stridande staterna c:a 260 f.Kr. Xunzi studerade och undervisade i Qi.